# Władysław Nawrocki (major)
Władysław Nawrocki (ur. 28 stycznia 1892 w Warszawie, zm. 18 sierpnia 1942 we Freisingu) – major piechoty Wojska Polskiego, działacz niepodległościowy, kawaler Orderu Virtuti Militari.

## Życiorys
Urodził się w Warszawie, w rodzinie Aleksandra (1855–1928) i Amelii ze Słotwińskich (1869–1906). W 1910, po ukończeniu sześciu klas w Suworowskim Korpusie Kadetów (ros. Суворовский кадетский корпус) w Warszawie, zdał egzamin uprawniajacy go do odbycia jednorocznej obowiązkowej służby wojskowej. W 1911 w rodzinnym mieście ukończył Kursy Handlowe Henryka Chankowskiego, a w następnym roku Kursy Handlowe Gracjana Pyrka. W styczniu 1913 został powołany do armii rosyjskiej.
W grudniu 1914 zgłosił się ochotniczo do Legionu Puławskiego. Do Wojska Polskiego został przyjęty z byłych Korpusów wschodnich i byłej armii rosyjskiej. W listopadzie 1918, jako sztabskapitan byłego 1 Pułku Strzelców Polskich, przebywał w Krakowie. 12 listopada generał brygady Bolesław Roja mianował go komendantem Flotylli Wiślanej w Krakowie.
1 czerwca 1921, w stopniu kapitana, pełnił służbę w Dowództwie Okręgu Generalnego Pomorze, a jego oddziałem macierzystym był 63 Pułk Piechoty w Toruniu. 3 maja 1922 został zweryfikowany w stopniu kapitana ze starszeństwem z 1 czerwca 1919 i 373. lokatą w korpusie oficerów piechoty. W latach 1922–1923 pełnił służbę w Dowództwie Okręgu Korpusu Nr VIII w Toruniu na stanowisku szefa Oddziału III Sztabu, pozostając oficerem nadetatowym 63 pp. 1 listopada 1922 został „powołany do służby Sztabu Generalnego z prawem jednorocznego doszkolenia w Wyższej Szkole Wojennej”. Od tego czasu przysługiwał mu, obok stopnia wojskowego, tytuł „przydzielony do Sztabu Generalnego”. 31 marca 1924 został mianowany majorem ze starszeństwem z 1 lipca 1923 i 107. lokatą w korpusie oficerów piechoty. W tym samym roku został przeniesiony do 18 Pułku Piechoty w Skierniewicach na stanowisko dowódcy I batalionu. W lipcu 1925 został przesunięty na stanowisko kwatermistrza.
W listopadzie 1927 został przydzielony ze Szkoły Podchorążych Rezerwy Piechoty Nr 10 w Gródku Jagiellońskim do 26 Dywizji Piechoty w Skierniewicach na stanowisko oficera Przysposobienia Wojskowego. W grudniu 1929 został Dowództwa Okręgu Korpusu Nr IV na stanowisko inspektora wyszkolenia Wychowania Fizycznego i Przysposobienia Wojskowego przy Okręgowym Urzędzie Wychowania Fizycznego i Przysposobienia Wojskowego z siedzibą w Łodzi. „Za owocną pracę w Związku Strzeleckim został mianowany przez głównego komendanta ZS” na stopień okręgowego. Z dniem 15 stycznia 1932 został przeniesiony do 73 pułk piechoty w Katowicach na stanowisko dowódcy II batalionu, detaszowanego w Oświęcimiu. W czerwcu 1934 został przeniesiony do Powiatowej Komendy Uzupełnień Końskie na stanowisko komendanta. 1 września 1938 dowodzona przez niego jednostka została przemianowana na Komendę Rejonu Uzupełnień Końskie, a zajmowane przez niego stanowisko otrzymało nazwę „komendant rejonu uzupełnień”. Na tym stanowisku pełnił służbę w następnym roku.
W czasie kampanii wrześniowej dostał się do niemieckiej niewoli i został osadzony w Oflagu VII A Murnau (numer jeniecki 16095). Zmarł na gruźlicę 18 sierpnia 1942 w szpitalu dla jeńców wojennych we Freisingu. Został pochowany na cmentarzu Neumarkt in der Oberpfalz. Jego symboliczny grób znajduje się na cmentarzu Powązkowskim w Warszawie (kwatera 140, rząd 2, miejsce 2, 3).
Był żonaty z Zofią z Konopackich (1901–1989), z którą miał syna Stefana Władysława (ur. 12 czerwca 1926, zm. 2015).

## Ordery i odznaczenia
- Krzyż Srebrny Orderu Wojskowego Virtuti Militari nr 5312 – 12 kwietnia 1922[22]
- Krzyż Niepodległości – 20 lipca 1932 „za pracę w dziele odzyskania niepodległości”[23]
- Złoty Krzyż Zasługi – 10 listopada 1938 „za zasługi w służbie wojskowej”[24][25]
- Srebrny Krzyż Zasługi – 15 grudnia 1925 „za zasługi, położone na polu organizacji rezerw”[26][27]
- Medal Pamiątkowy za Wojnę 1918–1921[2]
- Medal Dziesięciolecia Odzyskanej Niepodległości[2]
- Odznaka za Rany i Kontuzje z trzema gwiazdkami[2]
- Odznaka pamiątkowa Legionu Puławskiego[2]
- Odznaka Polskiej Ligi Wojennej Walki Czynnej[2]
- Komendancka Odznaka Honorowa Przysposobienia Wojskowego[2]
- Medal Zwycięstwa[28][2]